# Завещание Орфея
«Завещание Орфея» (фр. Le Testament d'Orphée) — чёрно-белый экспериментальный фильм с несколькими цветными кадрами, снятый Жаном Кокто в 1960 году. Является окончанием «Орфической трилогии», в которую также входят фильмы «Кровь Поэта» (1932) и «Орфей» (1950). Лента получила номинацию на премию BAFTA за лучший фильм.

## Сюжет
Поэт (Кокто) размышляет о своей жизни и творчестве, пытаясь вернуть вдохновение и одержимость.

## В ролях
- Жан Кокто — поэт, сам Кокто
- Эдуар Дермит — Сежест
- Анри Кремьо — профессор
- Жан Маре — Эдип
- Мария Казарес — принцесса
- Франсуа Перье — Эртебиз
- Юл Бриннер — привратник
- Шарль Азнавур — любопытный человек
- Франсуаза Саган — подруга Орфея
- Лючия Бозе — подруга Орфея
- Серж Лифарь — друг Орфея
- Пабло Пикассо — друг Орфея
- Жан-Пьер Лео — школьник
- Франсуаза Арнуль